# Andreas Englund
Andreas Englund (* 21. Januar 1996 in Stockholm) ist ein schwedischer Eishockeyspieler, der seit Februar 2025 bei den Nashville Predators aus der National Hockey League (NHL) unter Vertrag steht und dort auf der Position des Verteidigers spielt. Zuvor verbrachte Englund zwei Spielzeiten in der Organisation der Colorado Avalanche und spielte bereits für die Chicago Blackhawks und die Los Angeles Kings.

## Karriere
Andreas Englund wurde in Stockholm geboren und spielte in seiner Jugend für die Nachwuchsabteilungen des Nacka HK, bis er zur Saison 2011/12 zu Djurgårdens IF wechselte. Dort absolvierte er bereits in der Spielzeit 2012/13 seine ersten beiden Einsätze in der J20 SuperElit, der höchsten Juniorenliga Schwedens, und wurde im KHL Junior Draft 2013 an 137. Position vom SKA Sankt Petersburg ausgewählt. Im Jahr darauf fungierte der Verteidiger bereits als Assistenzkapitän der J20 und etablierte sich im Laufe der Saison im Profi-Kader von Djurgårdens IF. Mit diesem kam Englund zu 19 Einsätzen in der HockeyAllsvenskan, der zweiten schwedischen Spielklasse, und setzte sich mit dem Team in der anschließenden Kvalserien durch, sodass der Klub in die Svenska Hockeyligan (SHL) aufstieg. Im Anschluss wurde er im NHL Entry Draft 2014 von den Ottawa Senators an 40. Position ausgewählt und unterzeichnete im Juni 2014 einen neuen Zweijahresvertrag bei Djurgårdens IF.

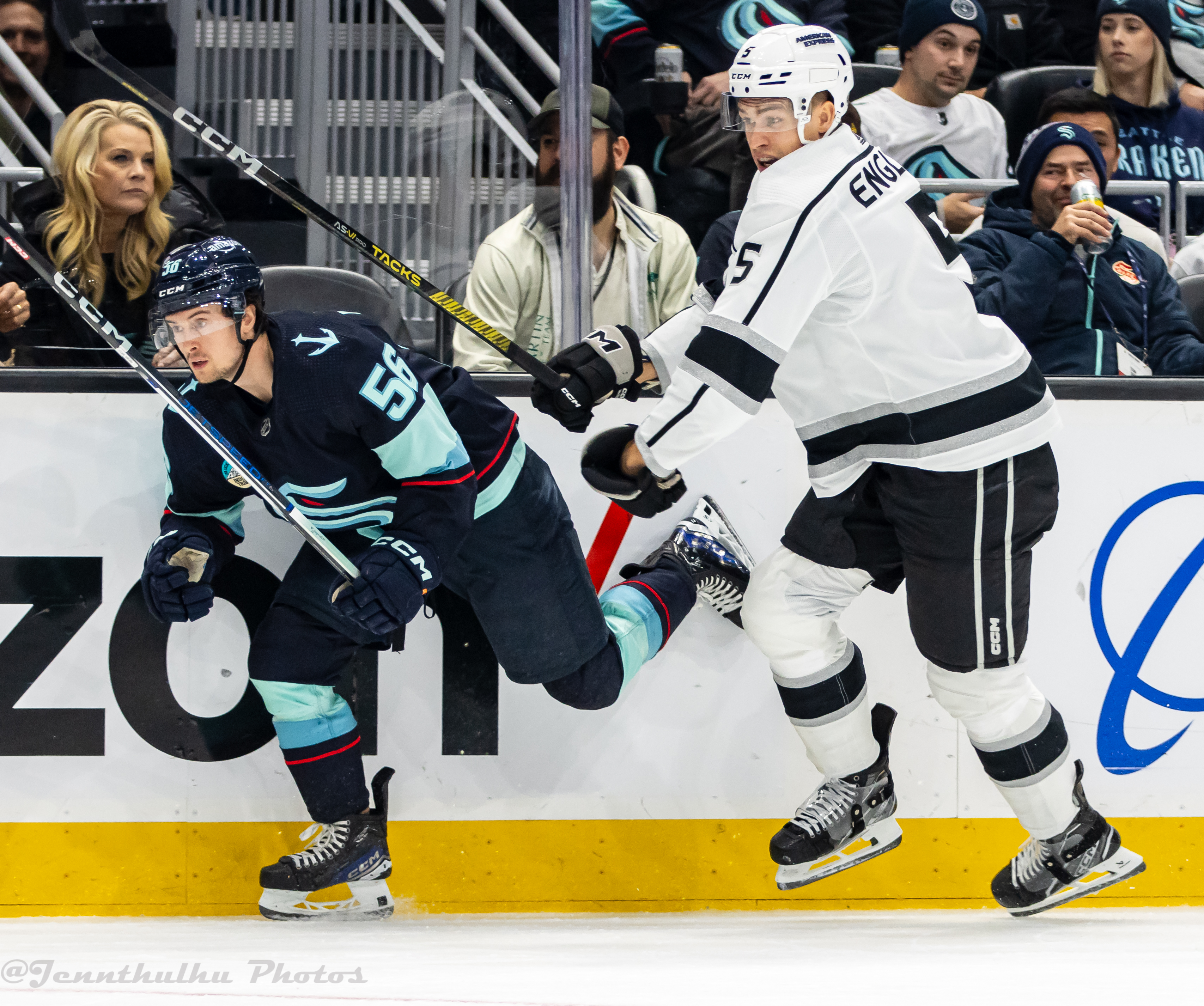
Englund (rechts) im Trikot der Los Angeles Kings (2023)

Vorerst verblieb Englund zwei weitere Jahre in Schweden, in denen der Abwehrspieler regelmäßig in der SHL zum Einsatz kam und in der Saison 2015/16 als Assistenzkapitän von Djurgårdens IF fungierte. Zudem kehrte er in beiden Spielzeiten für wenige Einsätze in die J20 zurück und gewann mit der Nachwuchs-Auswahl des Vereins zweimal in Folge die Playoffs der J20 SuperElit. Schließlich unterzeichnete Englund im April 2016 einen Einstiegsvertrag bei den Ottawa Senators, die ihn mit Beginn der Saison 2016/17 bei ihrem Farmteam, den Binghamton Senators, in der American Hockey League einsetzen. Zudem wurde er im Dezember 2016 erstmals in den Kader der Ottawa Senators berufen und gab in der Folge sein Debüt in der National Hockey League (NHL).
In der Folge wechselte Englund regelmäßig zwischen NHL und AHL, ehe sein auslaufender Vertrag nach der Saison 2019/20 nicht verlängert wurde und er daher im September 2020 in seine Heimat zurückkehrte, indem er sich Västerviks IK aus der HockeyAllsvenskan anschloss. Dort kam er allerdings verletzungsbedingt nicht zum Einsatz, ehe er im Juli 2021 nach Nordamerika zurückkehrte, indem er einen auf die AHL beschränkten Vertrag bei den Colorado Eagles unterzeichnete. Durch seine Leistungen im Verlauf der Spielzeit 2021/22 wurde der auslaufende Vertrag des Schweden im Juli 2022 seitens des Mutter-Franchises Colorado Avalanche um ein Jahr verlängert und zugleich in einen Zwei-Wege-Vertrag umgewandelt. Im Lauf der Saison 2022/23 etablierte sich Englund im NHL-Kader Colorados, ehe er im Februar 2023 im Tausch für Jack Johnson zu den Chicago Blackhawks transferiert wurde.
In Chicago beendete er die Saison 2022/23 und wechselte anschließend im Juli 2023 als Free Agent zu den Los Angeles Kings. Von dort wiederum gelangte er im Februar 2025 über den Waiver zu den Nashville Predators.

### International
Englund nahm im Jahr 2013 mit den Nachwuchs-Nationalmannschaften Schwedens an der World U-17 Hockey Challenge sowie am Ivan Hlinka Memorial Tournament teil und gewann bei ersterer die Goldmedaille. Anschließend vertrat er sein Heimatland bei der U18-Weltmeisterschaft 2014 sowie den U20-Weltmeisterschaften 2015 und 2016, wobei er mit den Teams jeweils den vierten Platz belegte. Darüber hinaus absolvierte der Verteidiger im Februar 2016 zwei Spiele im Rahmen der Euro Hockey Tour und debütierte somit für die A-Nationalmannschaft Schwedens.

## Erfolge und Auszeichnungen
- 2013 Goldmedaille bei der World U-17 Hockey Challenge
- 2014 Aufstieg in die Svenska Hockeyligan mit dem Djurgårdens IF

## Karrierestatistik
Stand: Ende der Saison 2024/25

### International
Vertrat Schweden bei:
| - World U-17 Hockey Challenge 2013 - Ivan Hlinka Memorial Tournament 2013 - U18-Weltmeisterschaft 2014 | - U20-Weltmeisterschaft 2015 - U20-Weltmeisterschaft 2016 |

(Legende zur Spielerstatistik: Sp oder GP = absolvierte Spiele; T oder G = erzielte Tore; V oder A = erzielte Assists; Pkt oder Pts = erzielte Scorerpunkte; SM oder PIM = erhaltene Strafminuten; +/− = Plus/Minus-Bilanz; PP = erzielte Überzahltore; SH = erzielte Unterzahltore; GW = erzielte Siegtore; 1 Play-downs/Relegation; Kursiv: Statistik nicht vollständig)